# Yana Toom
Yana Toom (Tallinn, 15 oktober 1966) is een Ests journalist en politicus van de progressief-librale partij Eesti Keskerakond. Sinds 25 mei 2014 is zij lid van het Europees Parlement.
Toom studeerde Russisch aan de Universiteit van Tartu, maar maakte haar studie niet af. In 2014 werd ze verkozen als Europarlementariër en in 2019 in die hoedanigheid herkozen.

## Persoonlijk
Toom werd geboren als Jana Tschernogorowa, en trouwde met Aleksei Toom. Sinds 2006 bezit ze het Ests staatsburgerschap, voordien was ze Russisch.
Yana Toom staat bekend als voorvechtster van het Russisch als voertaal op scholen in Estland, omdat ze vindt dat het Ests als taal ten dode opgeschreven is.